# 14698 Scottyoung
14698 Scottyoung è un asteroide della fascia principale. Scoperto nel 2000, presenta un'orbita caratterizzata da un semiasse maggiore pari a 2,4202951 UA e da un'eccentricità di 0,1448969, inclinata di 1,10796° rispetto all'eclittica.